# Tiago Monteiro
Tiago Vagaroso da Costa Pereira Monteiro (* 24. Juli 1976 in Porto) ist ein portugiesischer Automobilrennfahrer. Er nahm 2005 und 2006 an der Formel-1-Weltmeisterschaft teil. Zuletzt startete Monteiro in der WTCC für Honda.

## Werdegang

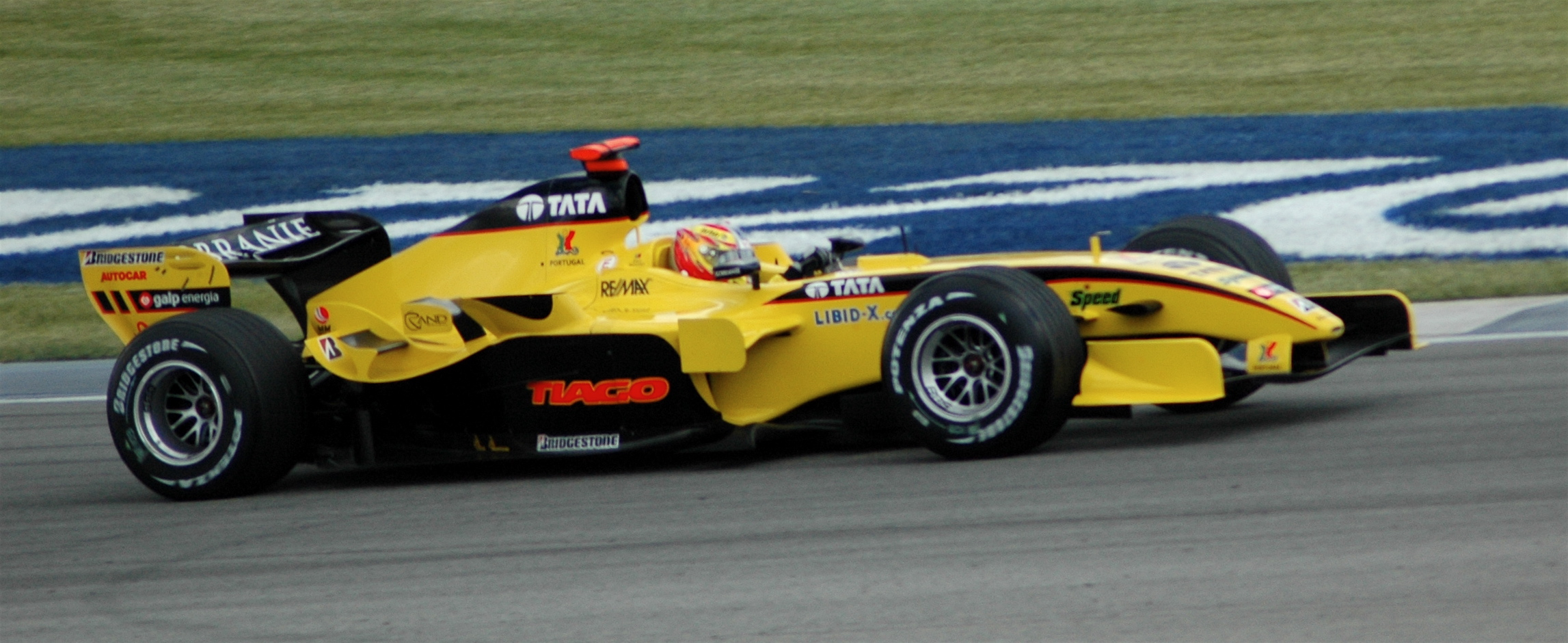
Monteiro im Jordan beim Großen Preis der USA 2005

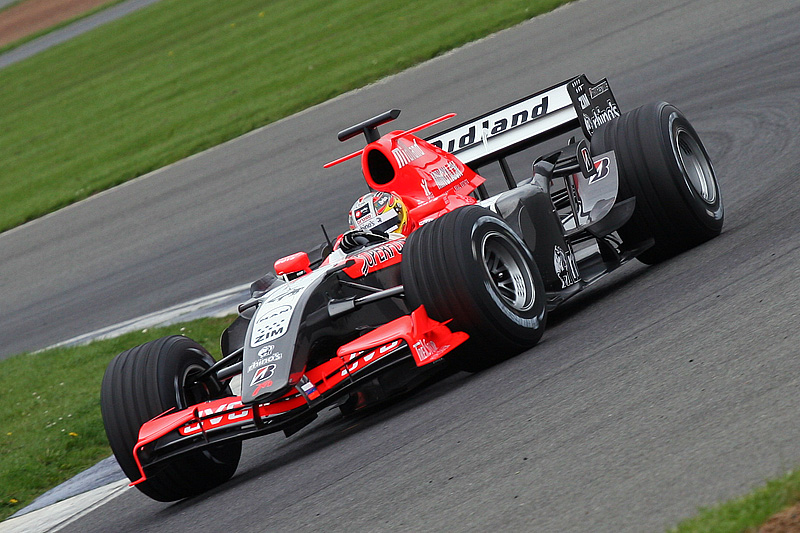
Tiago Monteiro beim Testen in Silverstone 2006

2005 fuhr er für das Jordan-Team und erreichte seine erste Podiums-Platzierung beim Grand Prix der USA in Indianapolis 2005 mit dem dritten Platz bei lediglich sechs gestarteten Fahrern. Gleichzeitig war es der erste Podestplatz für einen portugiesischen Formel-1-Fahrer. Außerdem hat es noch kein Fahrer vor ihm geschafft, 16 Rennen ununterbrochen seit seinem Debüt zu beenden. Erst Max Chilton konnte diesen Rekord überbieten.
In der Saison 2006 verblieb er im Team, das nun Midland F1 Racing hieß und startete an der Seite von Christijan Albers für die russischen Debütanten. Midland selber wurde vor dem Großen Preis von China an Spyker verkauft.
Für die Formel-1-Weltmeisterschaft 2007 hatte Monteiro keinen Platz gefunden. Der Midland-Nachfolger Spyker F1 hatte sich gegen den Portugiesen und für den Deutschen Adrian Sutil als zweiten Stammfahrer entschieden.
Seit 2007 fuhr er in der Tourenwagen-Weltmeisterschaft für das Seat Sport Team. 2008 gelang ihm beim zweiten Rennen in Puebla der erste Sieg auf einem Seat Leon TDI. Er fuhr bis 2012 für die spanische Marke, allerdings in seinem letzten Jahr für ein Privatteam, da sich Seat werksseitig aus der Meisterschaft zurückgezogen hatte.
Seit 2013 fährt Monteiro für Honda. Nach dem zweiten Rennwochenende der Saison 2016 auf dem Slovakiaring führte er erstmals die Fahrermeisterschaft an. Er ist damit der erste Portugiese, dem dies in einer FIA-Meisterschaft gelang.
2019 gewann Monteiro zusammen mit seinen Fahrerkollegen Markus Oestreich Dominik Fugel und Cedrik Totz für das Honda-Werksteam mit einem Honda Civic Type R TCR den TCR-Klassensieg beim 24-Stunden-Rennen auf dem Nürburgring.

## Statistik

### Statistik in der Formel-1-Weltmeisterschaft
Diese Statistik umfasst alle Teilnahmen des Fahrers an der Formel-1-Weltmeisterschaft.

#### Gesamtübersicht
| Saison | Team              | Chassis           | Motor                | Rennen | Siege | Zweiter | Dritter | Poles | schn. Rennrunden | Punkte | WM-Pos. |
| ------ | ----------------- | ----------------- | -------------------- | ------ | ----- | ------- | ------- | ----- | ---------------- | ------ | ------- |
| 2005   | Jordan Grand Prix | Jordan EJ15/EJ15B | Toyota V10           | 19     | –     | –       | 1       | –     | –                | 7      | 16.     |
| 2006   | Midland F1 Racing | Midland M16       | Toyota RVX-06 2.4 V8 | 15     | –     | –       | –       | –     | –                | –      | 22.     |
| 2006   | Spyker MF1        | Midland M16       | Toyota RVX-06 2.4 V8 | 3      | –     | –       | –       | –     | –                | –      | 22.     |
| Gesamt | Gesamt            | Gesamt            | Gesamt               | 37     | –     | –       | 1       | –     | –                | 7      |         |

#### Einzelergebnisse
| Saison | 1  | 2   | 3  | 4  | 5  | 6  | 7  | 8  | 9   | 10  | 11  | 12 | 13  | 14  | 15  | 16  | 17 | 18 | 19 |
| ------ | -- | --- | -- | -- | -- | -- | -- | -- | --- | --- | --- | -- | --- | --- | --- | --- | -- | -- | -- |
| 2005   |    |     |    |    |    |    |    |    |     |     |     |    |     |     |     |     |    |    |    |
| 16     | 12 | 10  | 13 | 12 | 13 | 15 | 10 | 3  | 13  | 17  | 17  | 13 | 15  | 17  | 8   | DNF | 13 | 11 |    |
| 2006   |    |     |    |    |    |    |    |    |     |     |     |    |     |     |     |     |    |    |    |
| 17     | 13 | DNF | 16 | 12 | 16 | 15 | 16 | 14 | DNF | DNF | DNF | 9  | DNF | DNF | DNF | 16  | 15 |    |    |

### Le-Mans-Ergebnisse
| Jahr | Team                  | Fahrzeug             | Teamkollege        | Teamkollege          | Platzierung     | Ausfallgrund |
| ---- | --------------------- | -------------------- | ------------------ | -------------------- | --------------- | ------------ |
| 1999 | Paul Belmondo Racing  | Chrysler Viper GTS-R | Marc Rostan        | Paul Belmondo        | Rang 17         |              |
| 2001 | Larbre Compétition    | Chrysler Viper GT-R  | Christophe Bouchut | Jean-Philippe Belloc | Rang 20         |              |
| 2009 | Team ORECA Matmut AIM | ORECA 01             | Stéphane Ortelli   | Bruno Senna          | Ausfall         | Motorschaden |
| 2011 | OAK Racing            | Pescarolo 01         | Guillaume Moreau   | Pierre Ragues        | Ausfall         | Defekt       |
| 2015 | Team ByKolles         | CLM P1/01            | Simon Trummer      | Pierre Kaffer        | disqualifiziert |              |